# 清华大学理论化学中心
清华大学理论化学中心（Theoretical Chemistry Center in Tsinghua University，TCC-THU）于2013年5月17日在清华大学化学馆成立，清华大学化学系李雋教授出任该中心主任。

## 发展
首届理论化学中心国际研讨会“化学键理论前沿国际研讨会”于2013年5月17-18日举办。来自北京大学黎乐民院士、美国化学会前主席Bruce E. Bursten、国际理论化学杂志（J. Chem. Theory Comput.）主编Gustavo E. Scuseria、国际计算化学杂志（J. Comput. Chem.）共同主编Gernot Frenking、美国布朗大学王来生、比利时纳穆尔大学J. M. André、德国锡根大学W.H.E.Schwarz和国内理论化学工作者方维海、李微雪、黎书华、刘文剑、吴玮、徐昕、张东辉等15位国内外知名的理论化学教授应邀出席中心成立仪式和研讨会。清华大学化学系张希院士和李亚栋院士也出席了成立仪式。列席会议的还有校内外研究生、博士后和其他来宾60多人。化学系帅志刚教授和李隽教授等主持了此次研讨会。
第二届理论化学中心国际研讨会“扩展体系的量子化学”，2014年3月31日-4月2日在化学馆举行。会议由清华大学化学系帅志刚教授担任主席，此次得到清华学堂计划和国家自然科学基金委员会的资助。来自比利时使馆的瓦隆-布鲁塞尔区驻中国首席代表Philippe Nayer先生、清华大学化学系主任张希院士，比利时那慕尔大学化学系主任Daniel Vercauteren教授以及理论化学中心主任李隽教授为此次会议揭开帷幕。本次研讨会共有22位邀请报告，其中国外16人、国内6人。来自意大利的Enrico Clementi教授是国际公认的计算化学创始人，在20世纪60年代创建了IBM计算化学实验室，当选为IBM院士。应邀作报告还有方维海院士、Jean-Marie André、Jean-Luc Brédas、Michel Dupuis等国际著名学者。

## 中國大陸其他相關研究机构
- 吉林大学理论化学实验室
- 南京大学理论与计算化学研究所
- 厦门大学理化与计算化学中心

## 外部連結
- 李雋實驗室-首頁 （页面存档备份，存于）
- 中華計算催化網-首頁 （页面存档备份，存于）